# Hammondsport
Hammondsport é uma vila localizada no Estado americano de Nova Iorque, no Condado de Steuben. A sua área é de 1 km², sua população é de 731 habitantes, e sua densidade populacional é de 806,4 hab/km² (segundo o censo americano de 2000).